# Who is Gary Burton?
Who's Gary Burton? is het tweede studioalbum waarbij Gary Burton als naamgever genoteerd werd. Het album werd in twee dagen tijd opgenomen in de geluidsstudio van RCA Victor in New York. Tracks 1.1 en 2.3 werden opgenomen op 14 september, de overige op 15 september 1961.

## Musici
Over de musici die de opnamen verzorgden bestaat discussie. Vast staat dat de volgende musici meespeelden:
- Gary Burton – vibrafoon
- Clark Terry – trompet
- Phil Woods – altsaxofoon
- Tommy Flanagan – piano
- John Neves – contrabas.

De discussie gaat over de trombone- en drumpartijen. Enerzijds wordt op bijvoorbeeld Discogs vermeld dat Bob Brookmeyer de ventieltrombone bespeelde, doch anderzijds komt zijn naam komt voor op de elpee dan wel cd-versie van Essential Jazz Classics. Ook in de voorwoorden bij die albums (met 52 jaar tijdsverschil) wordt de naam Brookmeyer niet genoemd. Wel wordt Chris Swansen als ventieltrombonist genoemd op de elpee en de cd voor de tracks 1.1 en 2.3. Voor de drummer wordt genoemd Joe Morello voor de tracks 1 en 7, terwijl Chris Swansen de drums voor zijn rekening zou hebben genomen bij de andere tracks. Swansen zou echter nooit drums hebben gespeeld; hij studeerde toetsinstrumenten compositie aan Berklee College of Music, maar speelde destijds wel trombone in de orkesten van Stan Kenton en Maynard Ferguson. 

## Muziek
| Nr. | Titel                                           | Duur |
| --- | ----------------------------------------------- | ---- |
| 1.  | Storm (Chris Swansen)                           | 4:17 |
| 2.  | I’ve just seen her (Charles Strouse, Lee Adams) | 4:18 |
| 3.  | Ly time fly (Terry Gibbs)                       | 4:28 |
| 4.  | Conception (George Shearing)                    | 4:01 |

| Nr. | Titel                                              | Duur |
| --- | -------------------------------------------------- | ---- |
| 1.  | Get away blues (Chris Swansen)                     | 5:44 |
| 2.  | My funny Valentine (Richard Rodgers, Lorentz Hart) | 5:26 |
| 3.  | One note (Jaki Byard)                              | 4:52 |